# روبين أديسون
روبين أديسون (بالإنجليزية: Robyn Addison)‏ هي ممثلة بريطانية، ولدت في 1985 في بلبر ‏ في المملكة المتحدة.

## وصلات خارجية
- روبين أديسون على موقع IMDb (الإنجليزية)
- روبين أديسون على موقع قاعدة بيانات الفيلم (الإنجليزية)